# Origen de l'Univers

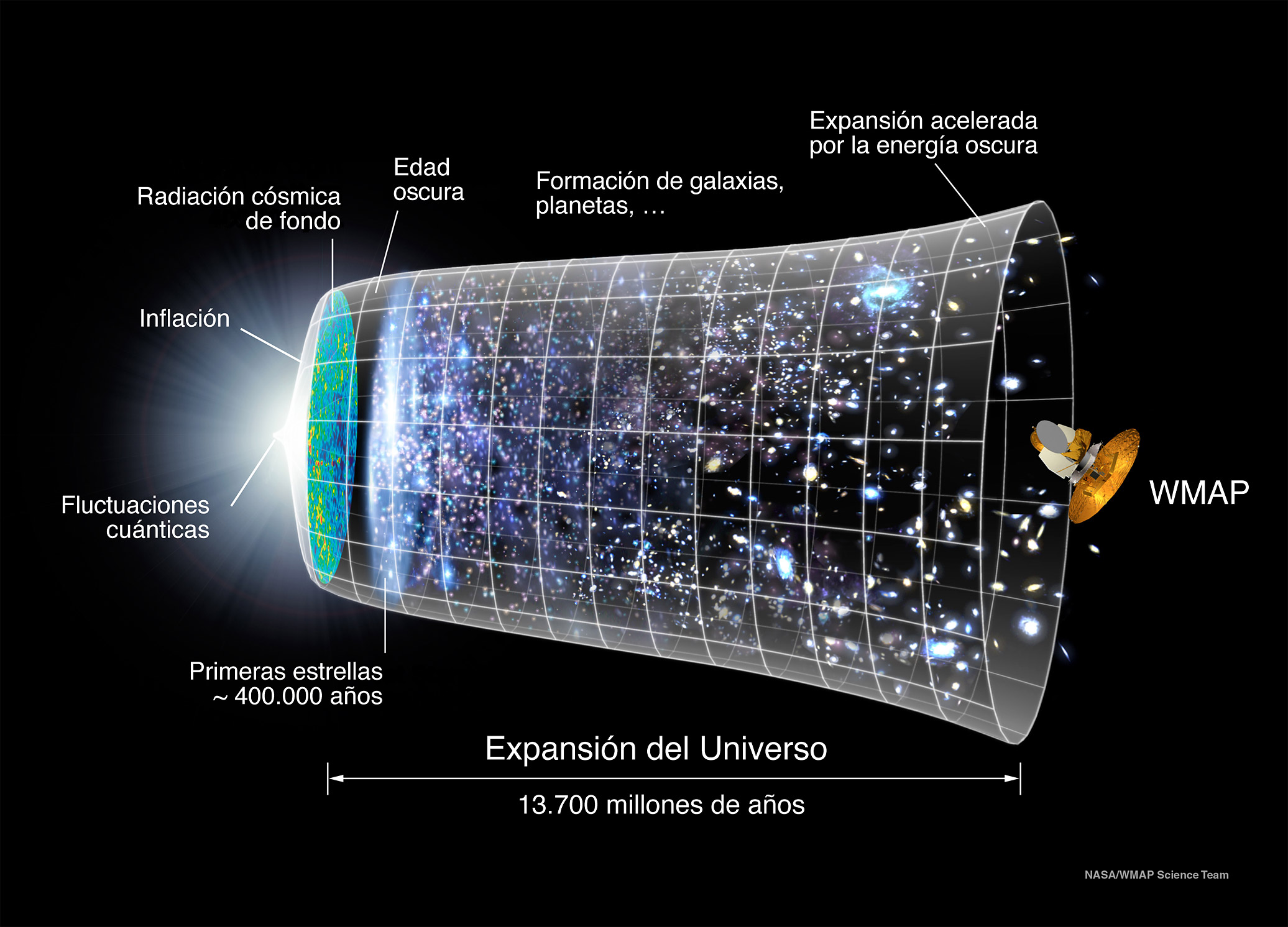
L'Univers il·lustrat en tres dimensions espacials i una dimensió temporal.

En la cosmologia moderna, l'origen de l'univers és l'instant en què va aparèixer tota la matèria i l'energia que tenim actualment en l'univers com a conseqüència d'una gran explosió. Aquesta postulació és obertament acceptada per la ciència en els nostres dies i comporta que l'univers es podria haver originat fa entre 13.500 i 15.000 milions d'anys, en un instant definit. En la dècada de 1930, l'astrònom nord-americà Edwin Hubble va confirmar que l'univers s'estava expandint, fenomen que Albert Einstein amb la teoria de la relativitat general havia predit anteriorment.
Hi ha diverses teories científiques sobre l'origen de l'univers. Les més acceptades són la del big-bang i la teoria Inflacionària, que es complementen.

## Univers inflacionari
En la comunitat científica té una gran acceptació la teoria inflacionària, proposta per Alan Guth i Andrei Linde en els anys vuitanta, que intenta explicar els primers instants de l'univers. Es basa en estudis sobre camps gravitatoris fortíssims, com els que hi ha prop d'un forat negre. Suposadament res existia abans de l'instant en què el nostre univers era de la dimensió d'un punt amb densitat infinita, coneguda com una singularitat. En aquest punt es concentraven tota la matèria, l'energia, l'espai i el temps. Segons aquesta teoria, el que va desencadenar el primer impuls del big-bang és una "força inflacionària" exercida en una quantitat de temps pràcticament inapreciable. Se suposa que d'aquesta força inflacionista es van dividir les actuals forces fonamentals.
Aquest impuls, en un temps tan inimaginablement petit, va ser tan violent que l'univers continua expandint-se en l'actualitat. Fet que va ser corroborat per Edwin Hubble. S'estima que en només 15 x 10-33 segons aquest univers primigeni multiplicar les seves mesures per 100.

## Formació de matèria
La teoria del big-bang és que l'univers que abans era una singularitat infinitament densa, matemàticament paradoxal, en un moment donat va explotar i alliberà una gran quantitat d'energia i matèria separant tot fins ara.
L'univers després del big-bang va començar a refredar i expandir-se, aquest refredament va produir que tanta energia comencés a estabilitzar-se. Els protons i els neutrons es "van crear '" i es van estabilitzar quan l'univers tenia una temperatura de 100.000 milions de graus, aproximadament una centèsima de segon després de l'inici. Els electrons tenien una gran energia i interaccionaven amb els neutrons, que inicialment tenien la mateixa proporció que els protons, però a causa d'aquests xocs els neutrons es van convertir més en protons que viceversa. La proporció va continuar baixant mentre l'univers es seguia refredant, així quan es tenia 30.000 milions de graus (una dècima de segon) havia 38 neutrons per cada 62 protons i 24 a 76 quan tenia 10.000 milions de graus (un segon).
El primer a aparèixer va ser el nucli del deuteri, gairebé a 14 segons després, quan la temperatura de 3.000 milions de graus permetia als neutrons i protons romandre junts. Per quan aquests nuclis podien ser estables, l'univers va necessitar una mica més de tres minuts, quan aquesta bola incandescent s'havia refredat a un bilió de graus.

## Formació de nuclis i àtoms
Una mica més de quatre minuts suficients perquè els nuclis d'hidrogen (protons) i els nuclis de deuteri poguessin fusionar-se en un nucli d'heli. Les altes temperatures no permetien que aquests nuclis puguin capturar encara electrons. Quan l'univers tenia una mica més de 30 minuts (a una temperatura de 300 milions de graus), la matèria estava en estat de plasma, és a dir, els dos nuclis podien coexistir a l'interior del Sol
Malgrat que tants fets van ocórrer en un temps relativament curt, en relació amb l'edat de l'univers, aquests van continuar així fins que la temperatura va baixar prou perquè nuclis atòmics puguin capturar electrons, gairebé 300 mil anys després a una temperatura d'uns 6.000 graus semblant a la superfície actual del Sol Juntament amb això els primers fotons van poder travessar àtoms de matèria sense tenir pertorbacions, fet que va produir que l'univers sigui transparent. La matèria i aquesta radiació necessitaven deixar de ser un de sol per a poder formar el que avui coneixem com estrelles i galàxies, per això es van necessitar no menys d'un milió d'anys a partir d'aquest gran inici.

## Matèria fosca
Formalment perquè tot el que s'ha exposat aquí pugui ser vàlid, els científics necessiten una matèria addicional a la coneguda (o més pròpiament vista) per l'home. Diversos càlculs han demostrat que tota la matèria i l'energia que coneixem és molt poca amb relació a la qual hauria d'existir perquè el big-bang sigui correcte. Pel que es va postular l'existència d'una matèria hipotètica per omplir aquest buit, a la qual anomanem matèria fosca, ja que no interacciona amb cap de les forces nuclears (força feble i fort) i ni l'electromagnetisme, només amb la força gravitacional. En el gràfic de la dreta es pot veure les proporcions calculades.